# 217 Dywizja Piechoty (III Rzesza)
217 Dywizja Piechoty (niem. 217. Infanterie-Division) – niemiecka dywizja z czasów II wojny światowej, sformowana przez dowództwo Landwehry w Olsztynie na mocy rozkazu z 17 sierpnia 1939 roku, w 3. fali mobilizacyjnej w I Okręgu Wojskowym.

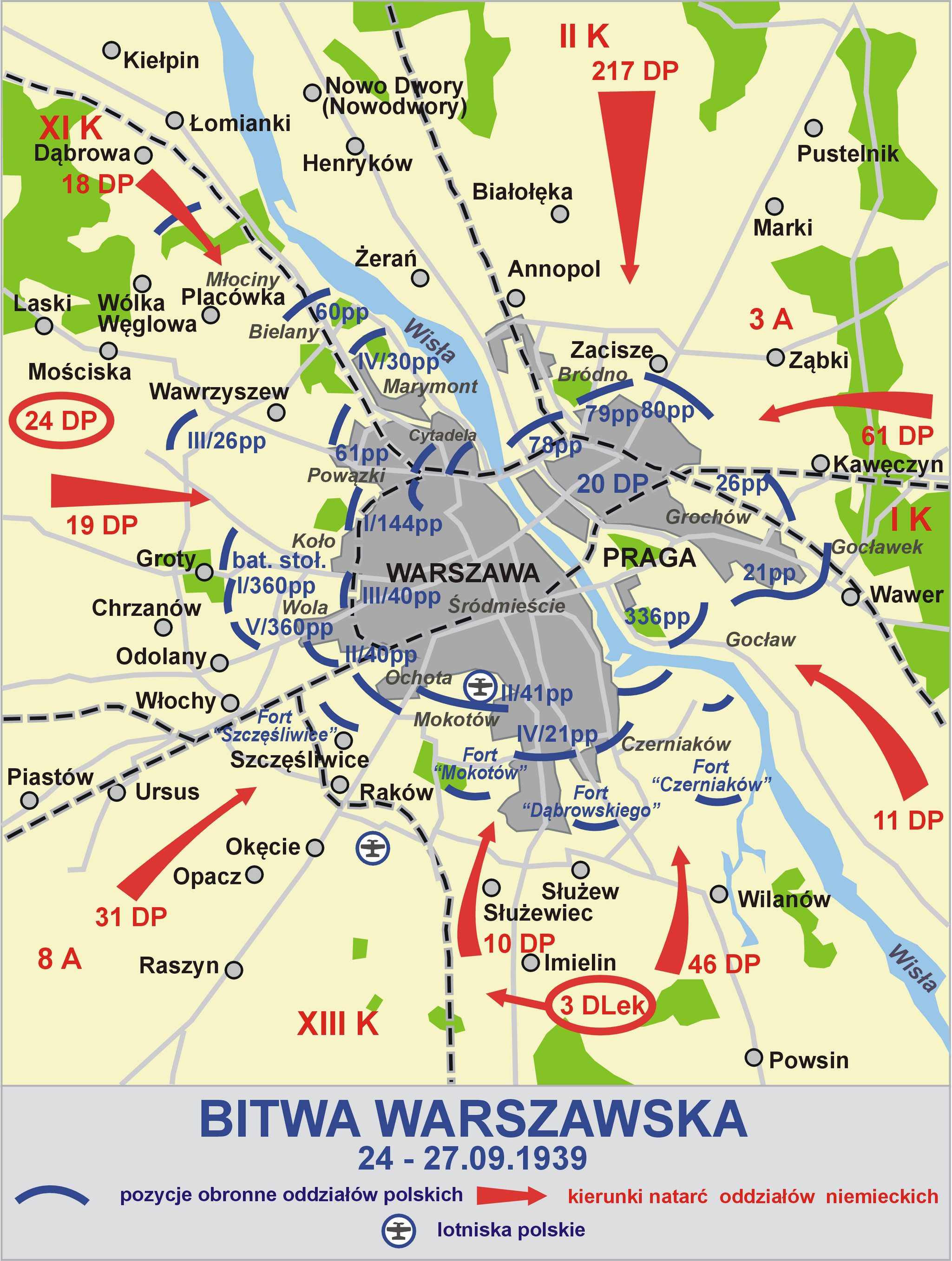

Dywizja niszczyła m.st. Warszawa w czasie wojny obronnej Polski w 1939 roku.

## Struktura organizacyjna
- Struktura organizacyjna w sierpniu 1939[1]
  - 311 pułk piechoty
  - 346 pułk piechoty
  - 389 pułk piechoty
  - 217 pułk artylerii
  - 217 batalion pionierów
  - 217 oddział rozpoznawczy
  - 217 oddział przeciwpancerny
  - 217 oddział łączności
  - 217 polowy batalion zapasowy

- Struktura organizacyjna w styczniu 1941 roku:
  - 311 pułk piechoty
  - 346 pułk piechoty
  - 389 pułk piechoty
  - 217 pułk artylerii
  - 217 batalion pionierów
  - 217 szwadron rozpoznawczy
  - 217 oddział przeciwpancerny
  - 217 oddział łączności
  - 217 polowy batalion zapasowy

- Struktura organizacyjna w listopadzie 1943 roku:
  - 311 pułk grenadierów
  - 346 pułk grenadierów
  - 389 pułk grenadierów
  - 217 pułk artylerii
  - 217 batalion pionierów
  - 217 oddział przeciwpancerny
  - 217 oddział łączności
  - 217 polowy batalion zapasowy

## Dowódcy dywizji
- Generalmajor (Generalleutnant) Richard Baltzer 17 VIII 1939 – 14 II 1942;
- Generalleutnant Friedrich Bayer 14 II 1942 – 27 IX 1942;
- General Otto Lasch 27 IX 1942 – X 1943;
- Generalleutnant Walter Poppe X 1943 – 15 XI 1943;